# Sing (песня из «Улицы Сезам»)
«Sing» (с англ. — «Пой») — песня 1971 года, написанная Джо Рапозо для детского телешоу «Улица Сезам» в качестве фирменной песни. Рапозо был штатным композитором для «Улицы Сезам», и песня стала одной из самых популярных в программе. Имеет версии на английском, испанском и языке жестов. В своем первоначальном появлении она была спета взрослыми актёрами шоу (наиболее частым солистом был Боб Макграт) и маппетами, включая Большую Птицу.

## Версия Барбры Стрейзанд
В 1972 году Барбра Стрейзанд записала медли из песен «Sing» и «Make Your Own Kind of Music» для альбома Live Concert at the Forum и выпустила его в качестве сингла. Сингл занял 28-ю строчку в чарте Adult contemporary и  94-ю строчку в Billboard Hot 100.

### Чарты
| Чарт (1972)                        | Высшая позиция |
| ---------------------------------- | -------------- |
| Канада (RPM Adult Contemporary)    | 25             |
| США (Billboard Adult Contemporary) | 28             |
| США (Billboard Hot 100)            | 94             |

## Версия The Carpenters
В 1973 году песня приобрела большую популярность в исполнении дуэта The Carpenters и стала хитом в Billboard Hot 100, достигнув третьего места.

## Позиции в хит-парадах
Еженедельные чарты:
| Чарт (1973)                        | Высшая позиция |
| ---------------------------------- | -------------- |
| Австралия (Kent Music Report)      | 24             |
| Канада (RPM Adult Contemporary)    | 5              |
| Канада (RPM Top Singles)           | 4              |
| Новая Зеландия (NZ Listener)       | 7              |
| США (Billboard Adult Contemporary) | 1              |
| США (Billboard Hot 100)            | 3              |

Годовые чарты:
| Год  | Чарт                                       | Позиция |
| ---- | ------------------------------------------ | ------- |
| 1973 | Канада (RPM Year-End)                      | 52      |
| 1973 | США (Billboard Top Easy Listening Singles) | 6       |
| 1973 | США (Billboard Top Pop Singles)            | 59      |

### Сертификации и продажи
| Регион                                                      | Сертификация | Продажи    |
| ----------------------------------------------------------- | ------------ | ---------- |
| США (RIAA)                                                  | Золотой      | 1 000 000^ |
| ^ Данные о тиражах приведены только на основе сертификации. |              |            |